# IRAS 18357-0604
IRAS 18357-0604 är en ensam stjärna i norra delen av stjärnbilden Skölden. Härlett från stjärnans systemiska hastighet, beräknas den ligga på ett avstånd av ca 19 600 ljusår (ca 6 000 parsec) från solen. Stjärnan är anmärkningsvärt lik IRC +10420, en annan gul hyperjätte (YHG) i stjärnbilden Örnen.

## Observation

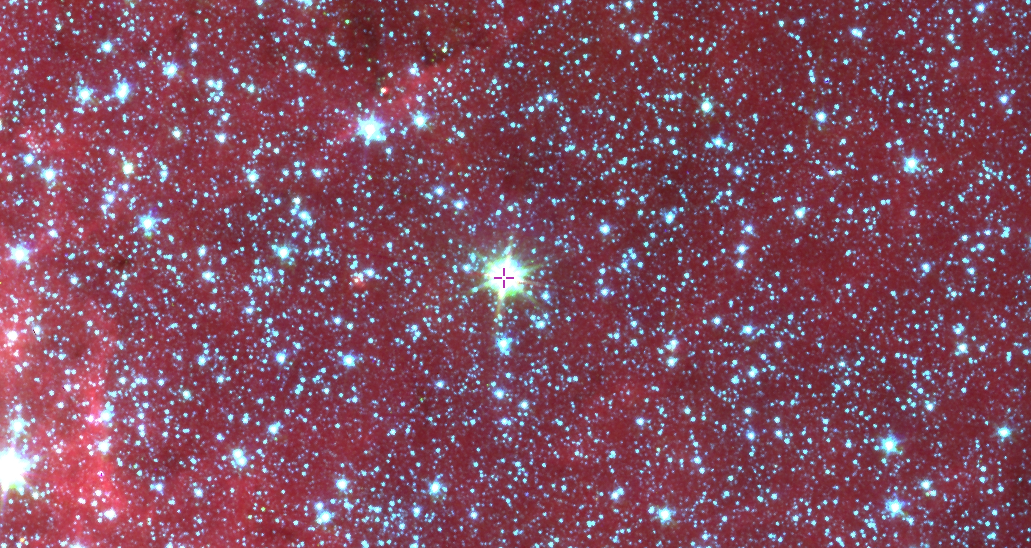
Den gula hyperjättestjärnan IRAS 18357–0604, observerad av IRAC HEALPix-undersökningen. Stephenson 2 DFK 1 är stjärnan nere till vänster. Bild: Université de Strasbourg/CNRS (2003)

Ett avstånd på 6 000 parsecs skulle placera IRAS 18357–0604 inom "föreningen" av röda superjättar (RSG) i Scutum-Centaurus-armen, som innehåller stjärnhopar som RSGC1 och RSGC2. Ljusstyrkan som härleds från avståndet överensstämmer med IRAS 18357–0604 som bildades i samma stjärnbildningssprängning som den som skapade de röda superjättarna i området. Stjärnan är också belägen ca 14 bågminuter från RSGC2, så möjligheten att den är på flykt från hopen kan inte uteslutas, men att replikera dess egenskaper i ett sådant scenario skulle förutsätta en oväntat extrem massförlusthastighet under dess föregående röda superjättefas.

## Egenskaper
IRAS 18357–0604 är sannolikt en mycket ljusstark stjärna, som alla YHG:er. Om man antar ett avstånd på 6 000 parsec skulle stjärnan ha en bolometrisk ljusstyrka på ca 160 000 gånger solens. Baserat på dess spektrum har stjärnan troligen en temperatur på ca 9 000 K. Tillämpning av Stefan-Boltzmanns lag på dessa parametrar ger att stjärnan har en radie på ca 167 solradier.

## Utvecklingsstatus
I RSG-agglomeratet som IRAS 18357–0604 kan vara en del av representerar RSGC1 och RSGC2 de yngsta och äldsta stjärnhoparna i området. Detta tyder på att stjärnbildningen i området nådde sin topp under de senaste 10-20 miljoner åren, vilket betyder att utvecklade stjärnor i området har en initial massa mellan 12 och 22 solmassor. Om detta ålders- och massintervall är tillämpligt på den bredare RSG-föreningen, överensstämmer parametrarna i IRAS 18357–0604 med medlemskap i föreningen. Teoretiska modeller av roterande stjärnor kan reproducera IRAS 18357–0604:s parametrar under antagande av en initial massa på 18-20 solmassor och en ålder som är jämförbar med den för RSGC1 (ca 12 miljoner år). Om IRAS 18357-0604:s initiala massa är närmare 18 solmassor, kan den vara stamfadern till en kärnkollaps typ IIb supernova, och den kan explodera inom en relativt nära framtid. Istället, om dess initiala massa är närmare 20 solmassor, kan den utvecklas genom ett LBV-stadium och bli något varmare innan den exploderar i en supernova av typ IIb.